# 瀬戸口正克
 瀬戸口 正克 （せとぐち まさかつ）は、バップ取締役執行役員・営業本部長（日本テレビ放送網グループ推進本部バップ現職出向）。

## 人物
- 2007年6月まで制作局に所属。元々は桜田和之の下で番組制作をしており、2002年頃まで「伊東家の食卓」のディレクターだった。
- 2003年から、人気番組「行列のできる法律相談所」のアシスタントプロデューサーを務めていた。
- 2004年6月にプロデューサーに昇格。2006年からは松岡至チーフプロデューサー率いる松岡班に在籍し、松岡CPの担当する番組に多く携わった。
- プロデューサー時代、朝日新聞の夕刊の人気番組を紹介するコーナーに「行列」が紹介された際、彼が同社のインタビューに答えた事があった。
- 2007年7月～2010年6月までは、編成局編成戦略センター編成部に所属。
- 2010年7月からは、再び制作現場に復帰し、中村英明チーフプロデューサーの番組を担当。
- 2011年7月からは、中村の後を引き継いだ、面高直子チーフプロデューサー、藤井淳チーフプロデューサーの番組を担当。
- 2013年4月からは、面高直子チーフプロデューサーの番組を担当。
- 2013年6月1日から2014年5月31日までは、営業局営業推進部に所属。
- 2014年6月1日より2015年5月31日までは、営業局首都圏営業部に所属。
- 2016年6月1日より2018年5月31日までは、営業局関西支社担当副部長に昇進。
- 2018年6月1日より営業局デジタル・エリア営業部担当副部長。
- 2020年6月1日よりバップに出向し営業担当兼営業本部長を経て、2021年に取締役執行役員・営業本部長に就任。

## 過去の担当番組

### ディレクター
- 伊東家の食卓

### AP
- ジョーシキの時間2
- 摩訶!ジョーシキの穴

### プロデューサー
- 天才!志村どうぶつ園
- 行列のできる法律相談所
- ニッポン人が好きな100人の偉人
- 24時間テレビ 「愛は地球を救う」（2004年、2006年）
- モクスペ
  - 世界ウルトラ巨大生物SP
- FBI超能力捜査官SP
- 魔女たちの22時
- 不可思議探偵団
- くりぃむしちゅーの最強アイドル大百科
- なるほど!ハイスクール
- ガチガセ
- 音龍門
- 快脳!マジかるハテナ
- AKBINGO!
- ロンブー&チュートの芸能人ヒットソングで爆笑ショーバトル!

### 編成
- 夏ドキュ!
- 未来創造堂
- KEYマスター
- SUPER SURPRISE
- 嵐にしやがれ
- アナザースカイ
- 世界の果てまでイッテQ!

### 営業
- ウーマン・オン・ザ・プラネット
- ザ!鉄腕!DASH!!
- 日本一テレビ

### 営業推進
- 行列のできる法律相談所
- うわっ!ダマされた大賞